# Barrio de Muñó
Barrio de Muñó est une commune d'Espagne dans la communauté autonome de Castille-et-León, province de Burgos. Elle s'étend sur 3,876 km2 et comptait 33 habitants en 2018.